# 덮밥
덮밥은 반찬이 될 만한 재료나 요리 등을 밥 위에 얹어 먹는 음식을 뜻한다. 대한민국에서 비상 전투식량으로 채택되기도 하였다. 유사한 음식으로 비빔밥이 있다.

## 종류
- 고기덮밥
- 달걀덮밥/계란덮밥(鷄卵--): 달걀 푼 것에 파, 양파 따위를 잘게 썰어 섞은 다음 지져서 밥 위에 씌워 만든 음식.
- 오징어덮밥
- 잡채밥(雜菜-): 밥에 잡채를 곁들여서 내놓는 한국식 중국 요리 덮밥.
- 잡탕밥(雜湯-): 밥에 잡탕을 곁들여서 내놓는 한국식 중국 요리 덮밥.
- 회덮밥(膾--): 생선회를 얹은 덮밥. 갖은양념을 치고 비벼서 먹는다.

## 비슷한 음식
일본식 덮밥은 돈부리라고 한다. 무엇이 얹어져 있는가에 따라 그 재료 이름 뒤에 동(丼)이 붙어 요리의 이름이 된다.